# جون إتش راسيل جونيور
جون إتش راسيل جونيور (بالإنجليزية: John H. Russell Jr.)‏ هو صحفي وضابط ودبلوماسي أمريكي، ولد في 14 نوفمبر 1872 في Mare Island ‏ في الولايات المتحدة، وتوفي في 6 مارس 1947 في كورونادو في الولايات المتحدة.